# 钱在路上跑
《钱在路上跑》（維吾爾語：پۇل دېگەن شۇنداق نەرسە‎，拉丁维文：Pul Dëgen Shundaq Nerse）是天山电影制片厂摄制的轻喜剧电影。由阿尔斯朗·阿布都克里木、木拉提·M、周军执导，阿尔斯朗·阿布都克里木、董丹蕊、董立勃编剧，阿布都克里木·阿不力孜、地里夏提·巴拉提、麦麦提江·肉孜主演。电影由2013年拍摄，2014年9月上映。电影讲述的是南疆三位维吾尔族农民进城打工，获得意外之财而引发的故事。
《钱在路上跑》是新疆本土电影中首部少数民族题材轻喜剧，也是“庆祝中华人民共和国成立六十五周年重点推介影片”。

## 剧情
聪明勇敢的克里木（阿不都克里木·阿不力孜 饰）、正牌耿直的阿里木（地里夏提·巴拉提 饰）、年轻憨厚的赛里木（买买提江·肉孜 饰）是生活在南疆的农民。克里木通过工头穆萨（阿不拉江·阿不都热衣木 饰）得到去乌鲁木齐市打工的机会，赛里木为迎娶古丽仙（马依热·艾买提江 饰）也随之前往。阿里木见二人出发，偷偷的跟上并加入了进城打工的队伍。工地上，穆萨和一名老人正在讨论一件丢失多年的东西。而三人组在夜里便挖出了一个装满第二套人民币的铁盒。
获得意外之财的三人组计划去银行将钱兑换，克里木将钱偷偷藏在了赛里木的行李包内。然而，赛里木突然得知自己的爱人古丽仙要相亲，便先行离开。第二天，以为赛里木携款潜逃的克里木和阿里木追上赛里木，并解除了误会。三人顺势想利用这些钱来“打动”古丽仙的母亲，然而因为并不是流通货币，三人组碰了一鼻子灰。碰巧，三人组偶遇想用高价回收旧币的汪老板（李耕 饰），并因此在豪华酒店逍遥。然而在机缘下，他们得知汪老板出价过低，三人组决定“携款潜逃”。
汪老板、穆萨都在找寻三人组。三人组不得不一路奔逃，甚至在胡杨林中迷失方向。路上，三人组也产生间隙，互相抱怨。祸不单行，迷路的三人还遇到了沙尘暴。精疲力尽的三人在茫茫沙漠中寻找出路，也领悟到他们是因为钱而落此下场。历经艰险后，赛里木终于通过手机最后的电量联系到了古丽仙，三人组因此获救。脱险后，三人将旧币交给了政府，也洗刷了当初经手此钱的老出纳人的冤屈。

## 拍摄制作
天山电影制片厂自20世纪80年代摄制《钱这东西……》等几部影片后，就鲜有喜剧片的生产。2007年左右，天山电影制片厂的编剧兼导演阿尔斯朗·阿布都克里木决定在喜剧方面有所突破，完成了《钱在路上跑》的电影文学剧本。然而在天山电影制片厂的创作会上，该影片因恐收支不平，难有回报而被搁置拍摄。直到2012年的中华人民共和国全国农村电影工作会议中，天山电影制片厂厂长高黄刚提出拍摄《钱在路上跑》，并得到国家广播电影电视总局局长蔡赴朝、广电总局电影局局长童刚的支持，《钱在路上跑》得以上马。阿尔斯朗·阿布都克里木与天山电影制片厂编剧董丹蕊、董立勃随即开始修改剧本，将最初两位男主角改为三位男主角。2013年9月，剧本创作工作基本完成。选角上，三位主角分别由天山电影制片厂演员、“新疆的赵本山”阿不都克里木·阿不力孜，新疆维吾尔自治区广播影视译制中心演员地里夏提·巴拉提，新疆维吾尔自治区杂技团演员买买提江·肉孜饰演。
2013年9月28日，电影《钱在路上跑》于乌鲁木齐市世纪金花时代广场开机拍摄。主创团队先后在乌鲁木齐、库车、轮台等地取景。拍摄过程中，主创团队屡遇困难：10月已时至深秋，在拍摄“逃亡”剧情时，阿不都克里木·阿不力孜在水中连续拍摄2个小时方才拍摄完成。11月，三位男主演在没有暖气的露天游泳池中拍摄黑泥Spa剧情。11月在塔克拉玛干沙漠中底，三位男主演仅穿着薄外套完成设定为夏天的救援戏码。另外，因买买提江·肉孜擅长走钢丝等有难度的活动，在戏中安排了跑酷、跳跃等动作戏。电影《钱在路上跑》最终历经超过50天，完成拍摄。电影以维吾尔语为同期声，后译制为汉语普通话等语言。后期在电影片头安排了有关于新疆民俗的卡通片段，影片中也有6处与情节呼应的卡通场景。电影投资1千万元人民币。

## 上映
电影《钱在路上跑》被中国共产党中央委员会宣传部、中华人民共和国国家新闻出版广电总局列为“庆祝中华人民共和国成立六十五周年重点推介影片”。2014年9月23日，《钱在路上跑》在乌鲁木齐市举行首映式。同一年，《钱在路上跑》的电视播放权被中国中央电视台买断。2015年10月第十届巴黎中国电影节中，电影《钱在路上跑》在法国巴黎上映。2017年3月，电影《钱在路上跑》在阿联酋迪拜上映。同年6月哈萨克斯坦共和国阿拉木图举办“2017哈萨克斯坦中国电影展—新疆电影周”，电影《钱在路上跑》作为4部新疆本土题材影片之一，在阿拉木图上映。

## 电影特色
电影《钱在路上跑》展示有不同的维吾尔族文化风俗，包括艾德莱斯绸等服装服饰，拉条子、抓饭、馕等餐饮文化，维吾尔族婚礼、斗鸡等民俗习惯，卡盆等民族器具等。电影中还展示维吾尔族的幽默，如斗鸡获胜后，阿里木戏谑的说要将克里木的“斗士”做成大盘鸡，而克里木则对光头的阿里木反击道：“最好连毛带鸡都吃下去才好”。不过汉语普通话配音版存在一些幽默笑点因翻译而导致损耗。